# Tlaková láhev

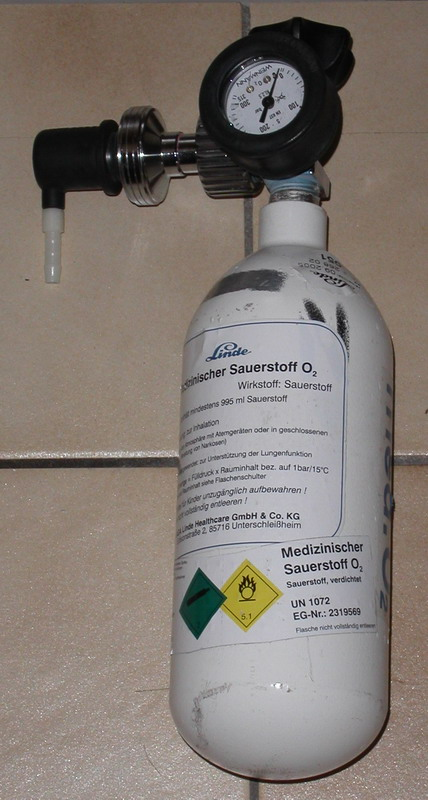
Tlaková láhev s kyslíkem

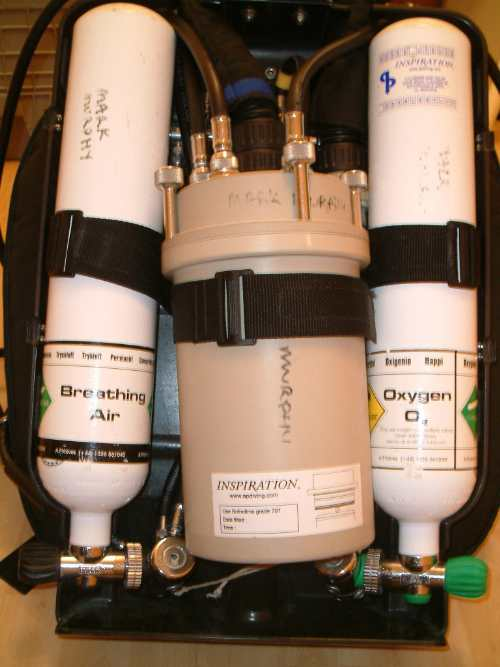
Dvě třílitrové láhve dýchacího přístroje pro potápění.

Tlaková láhev (označovaná též bomba) je nádoba pro skladování a přepravu plynů při tlaku vyšším než atmosférický tlak, tzv. stlačené plyny. Tlakové lahve mají širokou škálu použití v závislosti na náplni. Mohou obsahovat medicinální plyny, dýchací směsi, plyny užívané v potravinářství, technické plyny, topné plyny, hasiva, aj.

## Výroba
Výrobce resp. distributor tlakových lahví a jejich komponent dodávaných na trh v Evropské unii musí splňovat
Směrnici Rady 1999/36/ES o přepravitelném tlakovém zařízení[nedostupný zdroj], která je do legislativy České republiky zavedena Nařízením vlády č. 42/2003 Sb., kterým se stanoví technické požadavky na přepravitelná tlaková zařízení. Výkonem těchto legislativních prvků se zajišťují procesy od výroby, přes přepravu a manipulaci, znovu plnění až po vyřazení z důvodu opotřebování či vzniklé vady. Procesní kroky zkoumají výrobky od dodávky základního materiálu (zkoumání předepsané jakosti a celistvosti), přes výrobní postupy (dodržení tepelného zpracování, postupy při svařování, apod.), až po vystrojení lahví ventily a dalším příslušenstvím a označení lahví. Zkoumá se shoda výrobků s technickými předpisy, návrhovou dokumentací, podmínkami pro manipulaci a přepravu, vhodností použitého materiálu lahve k předpokládanému plynu. Každá tlaková láhev se zkouší na těsnost a zda vyhovuje požadavku na přetlak. Celý výrobní proces musí být zaznamenáván a archivován, tj. ke každé tlakové láhvi musí být dohledatelné veškeré výrobní údaje včetně základního materiálu.
Tlakové lahve se vyrábějí bezešvé i svařované obvykle válcovitého tvaru s konkávním, konvexním nebo plochým dnem z uhlíkových i korozivzdorných ocelí,nebo hliníkových slitin, případně kompozitů.
Ocelové bezešvé lahve se vyrábějí z uhlíkových ocelí třídy 11 nebo legovaných ocelí třídy 13 a 15 podle normy ČSN ISO 4705. Lahve se ze základního vývalku za tepla vylisují, vykovají nebo zpětně protlačují, dále se tepelně zpracují (normalizační žíhání). Do hrdla se vyřeže příslušný závit. Pro svařované láhve je výrobní postup obdobný s rozdílem, že se láhev sestaví ze dvou výlisků s podélným svarem.
Pro lahve z hliníkových slitin se používají tvářené vytvrditelné slitiny řady 6000 - AlMgSi, např. 6061. Lahve jsou vyráběny buď za tepla protlačováním nebo za studena vylisováním z ploché desky. Za tepla se poté upraví hrdlo pro závit ventilů. Takto připravené lahve z vytvrditelných slitin se podrobují procesu normalizačního žíhání a umělého stárnutí (vytvrzování).
Kompozitní lahve se skládají z pouzdra z hliníkové slitiny a vrstev vláken uhlíkových, skleněných nebo kevlarových uložených do epoxidové pryskyřice. Při ovíjení vláken dochází ke stahování a hliníkové pouzdro je namáháno při vysokém tlaku, kdy je překročena mez kluzu a hliníkové pouzdro je plasticky deformováno, dochází tak ke zpevňování za studena.
Po výrobě se provádí nedestruktivní zkouška celistvosti jak základního materiálu (zkouška vizuální a další např. ultrazvukem či akustickou emisí) tak případného svarového spoje. Pokud výsledky nedestruktivních zkoušek vyhovují, provedou se zkoušky těsnosti a přetlakem.

## Označování
Požadavky na označování lahví v Evropské unii je zakotveno ve Směrnici Rady 1999/36/ES, která je v České republice implementována v Nařízení vlády č. 42/2003 Sb., a konkrétně definováno v evropských harmonizovaných normách ČSN EN 1089-3 a ČSN EN ISO 13769.

### Barevné označení v systému RAL podleČSN EN 1089-3
| barva | EN 1089-3       | číslo RAL | název RAL         |
| ----- | --------------- | --------- | ----------------- |
|       | žlutá           | 1018      | zinková žlutá     |
|       | červená         | 3000      | ohnivě červená    |
|       | světle modrá    | 5012      | světle modrá      |
|       | jasně zelená    | 6018      | zelenožlutá       |
|       | kaštanová       | 3009      | oxidovaná červená |
|       | bílá            | 9010      | bílá              |
|       | modrá           | 5010      | enciánová modrá   |
|       | tmavě zelená    | 6001      | smaragdová zelená |
|       | černá           | 9005      | černá             |
|       | šedá            | 7037      | prachová šedá     |
|       | hnědá           | 8008      | olivově hnědá     |
|       | tyrkysově modrá | 5018      | tyrkysová modrá   |

### Označení lahví technických plynů
| plyn                           | hrdlo           | plášť (volitelně)    |
| ------------------------------ | --------------- | -------------------- |
| kyslík, technický (O2)         | bílé            | modrý                |
| acetylen (C2H2)                | kaštanově hnědá | kaštanově hnědá      |
| argon (Ar)                     | tmavě zelené    | šedý                 |
| dusík (N2)                     | černé           | zelený (šedý)        |
| oxid uhličitý (CO2)            | šedé            | šedý                 |
| helium (He)                    | hnědé           | hnědý                |
| vodík (H2)                     | červené         | červený              |
| inertní plyny Xe, Kr, Ne       | světle zelené   | šedý (světle zelený) |
| argon + oxid uhličitý (Ar+CO2) | světle zelené   | šedý (světle zelený) |
| stlačený vzduch (N2+O2)        | světle zelené   | šedý                 |
| čpavek (NH3)                   | žluté           | šedý                 |
| oxid siřičitý (SO2)            | žluté           | šedý                 |
| chlór (Cl2)                    | žluté           | šedý                 |

### Označení lahví dýchacích a mediciálních plynů
| plyn                            | hrdlo                            | plášť |
| ------------------------------- | -------------------------------- | ----- |
| kyslík, medicinální(O2)         | bílé                             | bílý  |
| oxid dusný (N2O)                | modré                            | bílý  |
| oxid uhličitý (CO2)             | šedé                             | bílý  |
| stlačený vzduch (N2+O2)         | bílé (černé kruhy nebo segmenty) | žlutý |
| helium + kyslík (He+O2)         | bílé (hnědé kruhy nebo segmenty) | bílý  |
| oxid uhličitý + kyslík (CO2+O2) | bílé (šedé kruhy nebo segmenty)  | bílý  |
| oxid dusný + kyslík (N2O+O2)    | bílé (modré kruhy nebo segmenty) | bílý  |

### Lahve bez zvláštního značení
| rizikový faktor   | hrdlo         | příklad                                                          |
| ----------------- | ------------- | ---------------------------------------------------------------- |
| jedovatý a žíravý | žluté         | čpavek, chlor, fluor, oxid uhelnatý, oxidy dusíku, oxid siřičitý |
| hořlavý           | červené       | vodík, metan, ethen, směs dusíku a vodíku                        |
| okysličující      | modré         | kyslík, směs oxidu dusného                                       |
| nedýchatelné      | světle zelené | krypton, xenon, neon                                             |
Viz také tabulka Označení lahví technických plynů.

## Přeprava
Přeprava tlakových lahví je činnost spojená s vysokým rizikem z hlediska ohrožení zdraví osob a možných negativních dopadů na životní prostředí. Proto byly přijaty legislativní požadavky na zabezpečení přepravy s cílem minimalizace rizik a následků případných havárií a výbuchů tlakových lahví. Všechny osoby, které se zúčastňují přepravy tlakových lahví, musí být dostatečně poučeny o případných rizicích a následných činnostech pro zmírnění negativních dopadů.
Legislativní požadavky a zásady při přepravě tlakových lahví byly stanoveny v následujících předpisech:
- pro pozemní komunikace ADR (Evropská dohoda o mezinárodní silniční přepravě nebezpečných věcí) implementována ve Sdělení Ministerstva zahraničních věcí 54/1999 Sb.,[2][9]

- pro železnici RID (Přeprava nebezpečných věcí na železnici), která je implementována do legislativy ve Sdělení Ministerstva zahraničních věcí 60/1999 Sb. a v Nařízení vlády 1/2000 Sb.,[2][9]

- pro leteckou dopravu podle manuálů ICAO (Technické instrukce pro bezpečnou dopravu nebezpečného zboží letecky) a IATA (Dangerous Goods Regulation).[9]

## Kontrola a plnění lahví
Pro tlakové lahve jsou vyžadovány vizuální kontroly a přetlakové zkoušky. Periodicita kontrol a zkoušek je stanovena na základě přepravovaných plynů podle ČSN EN 1968 nebo podle dokumentů ADR a RID.
Plnění lahví musí probíhat při tlaku nižším než je dovolený plnicí tlak. Lahve a ventily nesmí být viditelně poškozeny, znečištěny, musí mít platné označení podle jak ČSN EN 1089-3 tak podle ADR. Pro danou lahev je vyžadována periodická kontrola později než za tři měsíce od naplnění.

## Koroze lahví
Při používání lahví může dojít ke vzniku takových podmínek uvnitř lahve, které vedou k jejímu napadení korozí. Takovými podmínkami pro vznik korozního prostředí je reakce vody a přepravovaného plynu, např. vytvoření kyseliny uhličité z oxidu uhličitého a vody. Existuje vysoké riziko nekontrolovaného ztenčení stěny lahve a následnému roztržení lahve při plnění vyšším tlakem.
Možností jak zabránit vzniku korozního napadení je více. První možností je použít pro lahev takový materiál, který je schopný se přirozeně bránit koroznímu napadení, např. lahve z hliníkových slitin nebo korozivzdorných ocelí. U ocelových lahví lze aplikovat i ochranné povlaky aplikované i uvnitř lahví. Povlak však nesmí znehodnotit přepravované plyny. Konstrukčním řešením může být i zvětšení tloušťky stěny lahve o tzv. korozní přídavek.
Nejvyšším rizikem pro vniknutí vlhkosti nebo vody do lahví je plnění, přeprava a užívání plynů z lahví. Při čerpání plynů může dojít např. k natažení tekutin do lahve při jejím vyčerpání. Tomu lze zabránit dodržováním minimálního zbytkového tlaku, který nedovolí vniknutí vlhkosti do lahve. Vlhkost může do lahví vniknout netěsnými, otevřenými nebo vadnými ventily. Přítomnost vlhkosti a obsah vody by měl být kontrolován minimálně při znovunaplnění tlakové lahve.
Možnou kontrolou koroze uvnitř lahve je vizuální prohlídka, ultrazvuková zkouška nebo zkouška akustickými emisemi. Kontrolu vlhkosti a přítomnosti vody v lahvi lze provádět vizuální prohlídkou, měřidly vlhkosti nebo vážením prázdné lahve (tárovací hmotnost).

## Technické plyny

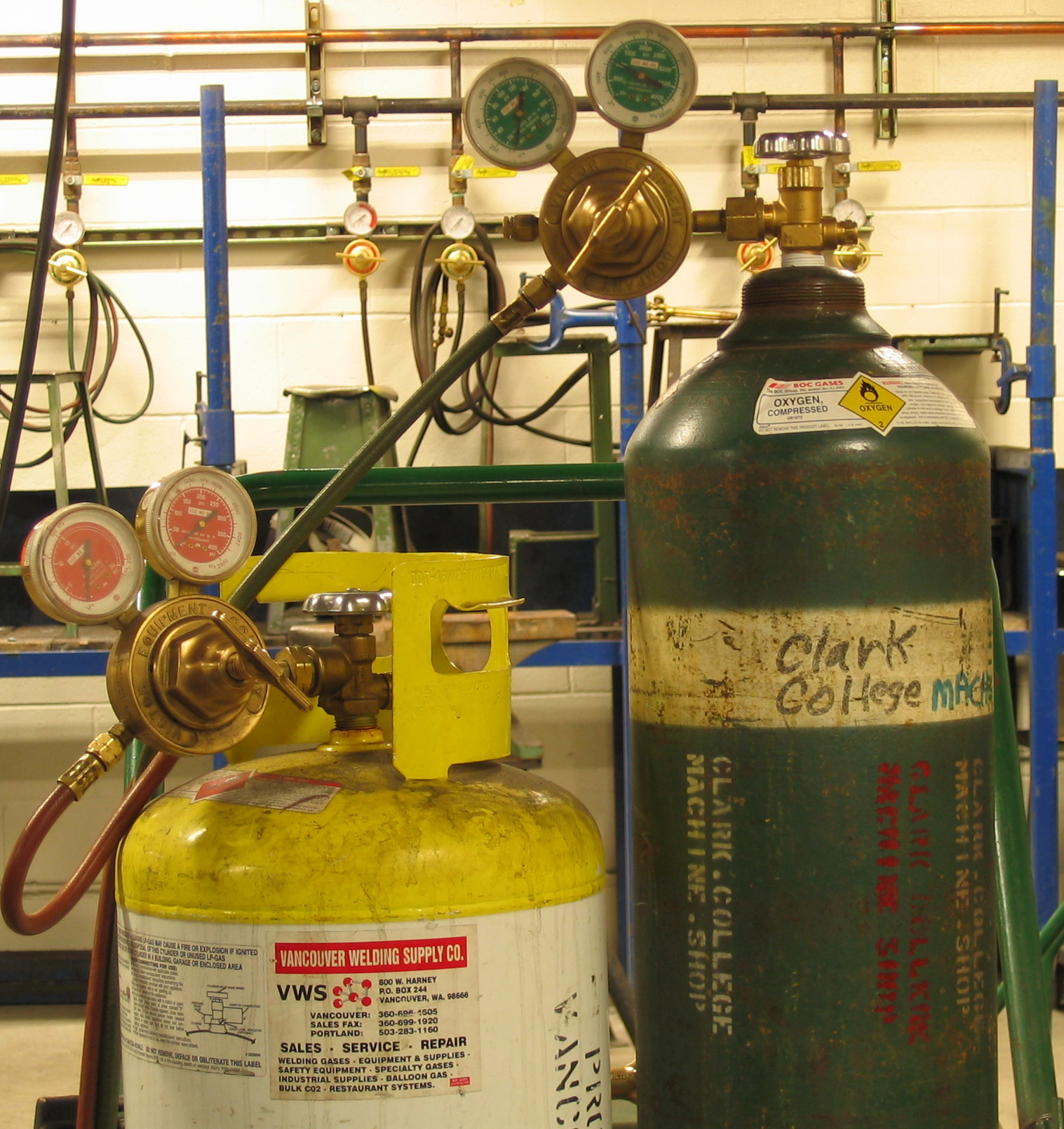
Tlakové láhve pro technické plyny používané při kyslíkovém svařování a řezání oceli

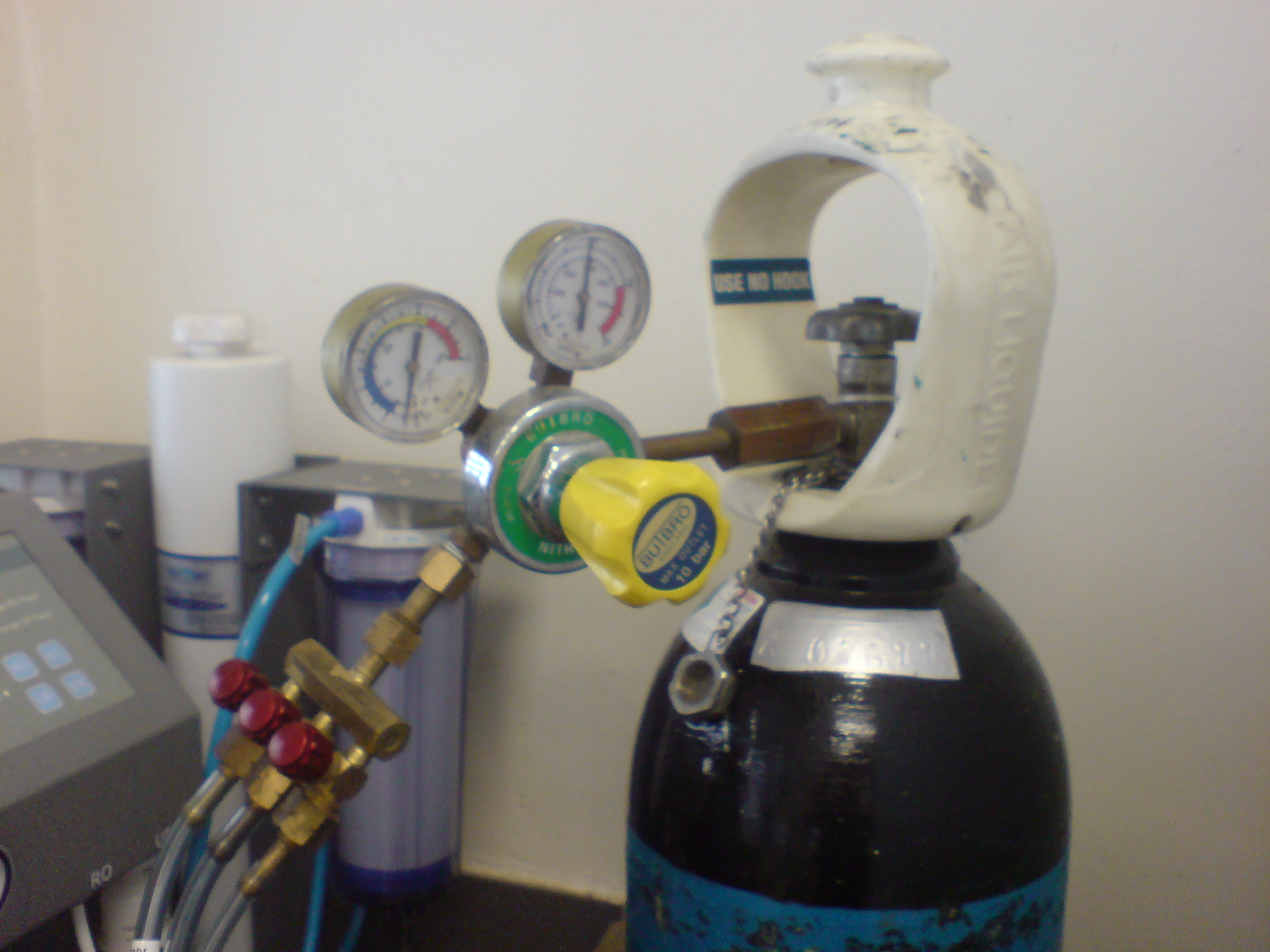
Regulační ventil s manometry na láhvi s ochranným a manipulačním třmenem

Pro technické plyny se nejčastěji používají tlakové láhve ocelové bezešvé s tzv. vodním objemem 50 litrů, rozsah vodního objemu lahví se pohybuje podle výrobce např. od 0,8 do 140 litrů nebo od 0,74 do 80 litrů. Pracovní tlaky bývají od 20 do 35 MPa, zkušební od 30 do 52,5 MPa nebo od 25 do 45 MPa a pro acetylenové lahve 6 MPa. Tloušťka stěny lahve se bývá od 5 do 8 mm a průměry lahví do 406 mm nebo do 267 mm.

### Acetylén
Acetylén je v tlakových lahvích pod tlakem rozpuštěn ve vhodném rozpouštědle, nejčastěji acetonu. Ocelová bezešvá uzavřená láhev z oceli třídy 11 350 je zčásti naplněna porézní hmotou (např. vysoce porézní bezazbestovou hmotou vyráběnou hydrotermální reakcí z vápna, písku, skleněných vláken a vody přímo v lahvích,), do které je napuštěn aceton.
Acetylén při plnění proudí do porézní hmoty a vytěsňuje tak rozpouštědlo z pórů, které zvětší svůj objem v lahvi zhruba dvakrát. Během plnění se zvyšuje i teplota díky uvolněnému teplu z rozpouštědla a tlak rychle dosáhne maximální plnicí hodnoty 2,5 MPa. Pouze snížením teploty (ochlazením zahřáté lahve) klesne i tlak v láhvi a láhev lze potom dál plnit. Plnění závisí na rozpustnosti acetylénu v rozpouštědle, která je závislá na tlaku a teplotě. Při plnění je nutné zabránit nízkoteplotním operacím tak, aby nedošlo ke zkapalnění acetylénu. Kapalný acetylén má vysoce výbušný potenciál a vysokou citlivost k nárazům.
Po otevření lahvového ventilu pak acetylén proudí z lahve jako plyn. Při odběru acetylénu je nutné postupovat ve shodě s bezpečnostními předpisy tak, aby nedocházelo mj. ke strhávání acetonu při odběru acetylénu, tj. láhev musí stát a nesmí dojít k vyššímu odběru acetylénu. Při potřebě vyššího odběru je nutné několik lahví spolu propojit nebo použít svazek (baterie) lahví.
Acetylén tvoří s mědí, stříbrem, rtutí či s jejich solemi acetylidy, které jsou vysoce výbušné a citlivé na náraz a tření. Proto se nesmí používat prvky tlakových přenosových systémů acetylenu z těchto prvků, lze použít slitiny s těmito prvky ale s jejich limitujícím obsahem. Pro zabránění rozkladu acetylénu podporovaného dusíkem je nezbytné zabránit přístupu vzduchu (maximálně 2%) do acetylénového rozvodu. Použití plastových součástí je povoleno jen při odstranění rizika vzniku elektrostatického náboje.
Acetylén je sice plyn bez zápachu, ale plyn pro technické účely zapáchá po česneku. Mez výbušnosti se vzduchem se pohybuje mezi 2 až 85 %.

### Kyslík
Pro skladování a přepravu kyslíku se používají tlakové láhve vyrobené z legovaných chrom-molybdenových ocelí (z ocelí třídy 13 142). Plnicí tlak je 20 nebo 30 MPa a láhve s vodním objemem 50 litrů pojmou 10,7 až 15,2 m3 kyslíku.
Při odběru kyslíku musí být tlakové láhve postaveny svisle, láhev smí být připojena jen k zařízení k tomu určenému. Ventily nesmí být znečištěny zejména tuky, mazivy a organickými látkami. Při větších odběrech je možné láhve s kyslíkem rovněž propojit do baterií.

### Oxid uhličitý
Oxid uhličitý se skladuje a převáží v tlakových lahvích ocelových a bezešvých o vodním objemu 10 až 50 litrů při tlaku od 2 do 7 MPa. Tlakové lahve jsou konstruovány pro odběr oxidu uhličitého buď jako plynu, tzn. že plyn je odebírán z vnitřního prostoru mimo kapalinu přes ventil, nebo jako kapaliny, tlaková láhev je vevnitř vybavena trubkou sahající od ventilu až ke dnu lahve, tzv. stoupací trubka, "sifón".
Teplota lahví by neměla překročit 50 °C, protože při vyšších teplotách dojde k úniku plynu přes ventil nebo k roztržení lahve. Rychlost odebírání plynu z lahve by měla být menší než 10 % objemu lahve při teplotě 15 až 20 °C za jednu hodinu. Tím se zabrání nežádoucímu nadměrnému ochlazování plynu. V případě potřeby větších odběrů je vhodné lahve sestavit do baterie.
Lahve s oxidem uhličitým je vhodné skladovat ve větraných prostorách. Oxid uhličitý je zhruba 1,5 krát těžší než vzduch a při eventuálním úniku se drží u země a hrozí tak riziko zadušení osob pobývajících ve skladovacích prostorách.

### Vodík
Pro skladování a přepravu vodíku se používají tlakové láhve vyrobené z legovaných chrom-molybdenových ocelí. Při plnicím tlaku 20 MPa lze v tlakové lahvi s vodním objemem 50 litrů uskladnit 8,9 m3. Pro větších odběry lze láhve dodávat ve svazcích.
Při práci s vodíkem je nutné mít na zřeteli vysokou výbušnost směsi se vzduchem v širokém rozmezí koncentrace od 4 do 77 %, proto je nutné při dlouhodobějším skladování zajistit dostatečné větrání, protože vodík je bez zápachu a není triviální zjistit jeho únik.

### Helium
Pro helium se používají ocelové bezešvé láhve s vodním objem do 50 litrů. Helium se plní pod tlakem 20 až 30 MPa. Množství náplně se sleduje při plnění gravimetricky nebo manometricky. Výstupní kontrola po naplnění se zaměřuje zejména na čistotu naplněného plynu. Pro větších odběry lze láhve dodávat ve svazcích. Při přepravě nebo skladování musí být láhev opatřena ochranným kloboučkem. Teplota lahví pod tlakem by nikdy neměla překročit 50 °C.

## Topné plyny

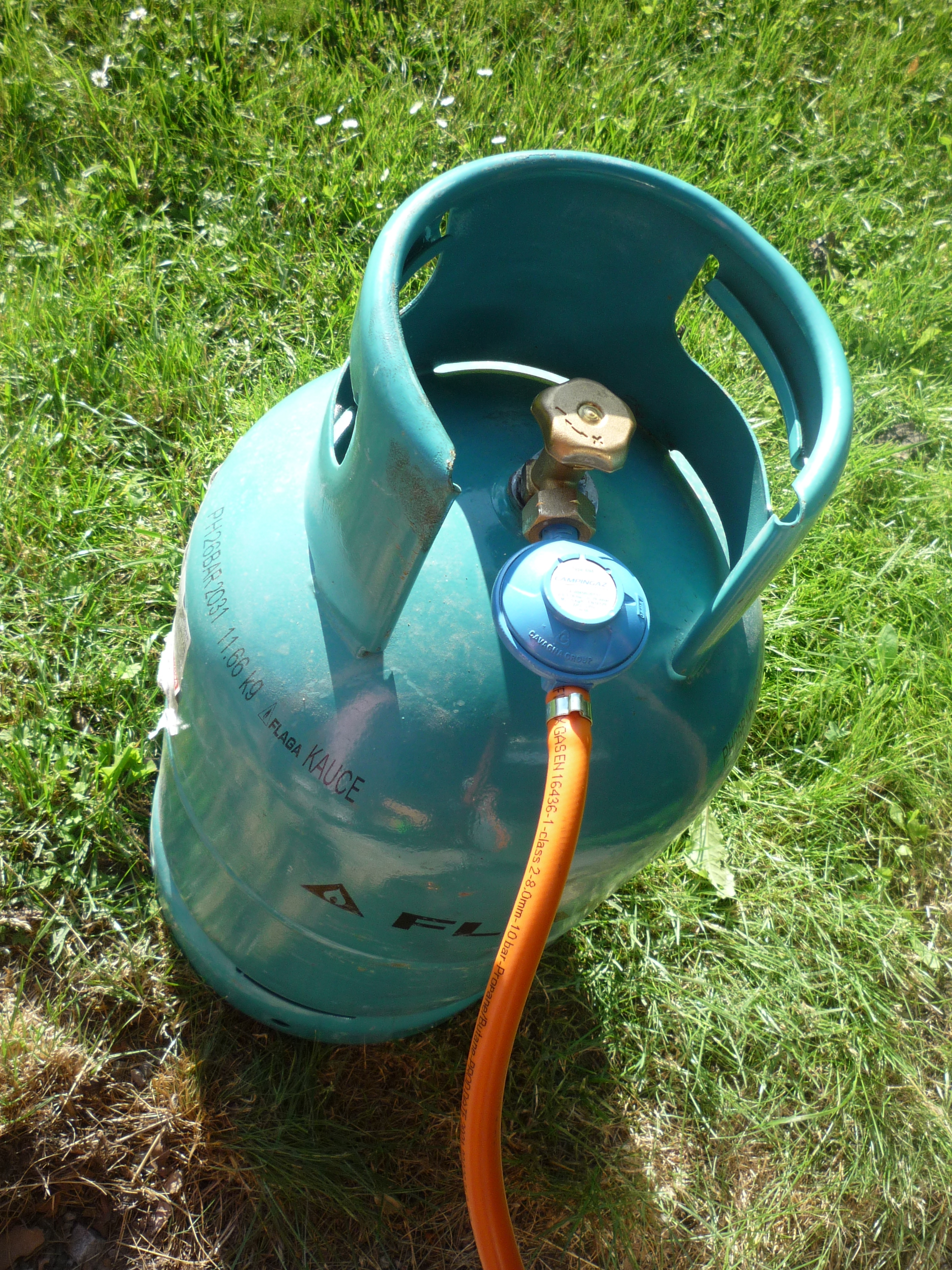
Lahev na propan-butan

Topné plyny definuje nařízení vlády č. 191/2022 jako plyn, který se využívá k produkci tepla spalováním pro otop, technologické ohřevy, přípravu teplé vody, přípravu potravin, pro výrobu mechanické práce, pro pohon vozidel a pro výrobu elektrické energie. Typicky např. propan, butan, zemní plyn (metan).
Pro přepravu topných plynů se používají ocelové tlakové láhve, nebo tlakové láhve z kompozitních materiálů.

## Hasicí přístroje
I hasicí přístroje jsou chápány legislativou jako tlakové nádoby, které musejí splňovat požadavky na výrobu, plnění, přepravu a revize. Periodické kontroly se provádějí v souladu s § 9 Hasicí přístroje, vyhlášky Ministerstva vnitra 246/2001 Sb. o požární prevenci.

## Revize
Revize tlakových nádob se provádí za účelem zjištění technického stavu a bezpečné provozuschopnosti tlakových nádob. Povinnost provádět revize ukládá vyhláška č. 18/1979 Sb. a ČSN 69 0012.
Revize lze rozdělit na :
- výchozí revize – provádí se vždy před uvedením tlakové nádoby do provozu, zpravidla zajišťuje dodavatel zařízení,
- provozní revize – 1. provozní revize vždy do 14 dnů od spuštění do provozu, poté ve lhůtách 1x ročně,
- vnitřní revize – rozsáhlejší revize se provádí vždy 1x za 5 let anebo při odstavení zařízení z provozu déle jak 2 roky, po jeho rekonstrukci, při odstavení z důvodu havarijního stavu, změně pracovní látky (média).
- tlaková zkouška - provádí se nejpozději za 9 let od uvedení do provozu a dále podle ustanovení v ČSN,

#### Legislativa
- Sdělení Ministerstva zahraničních věcí  č. 54/1999 Sb., Změna Přílohy A a Přílohy B Evropské dohody o přepravě (ADR). In: Sbírka zákonů. 1999. Dostupné online.   Ve znění pozdějších předpisů. Dostupné online.
- Sdělení Ministerstva zahraničních věcí  č. 60/1999 Sb., Příloha I - Řád pro Mezinárodní železniční přepravu nebezpečného zboží. In: Sbírka zákonů. 1999. Dostupné online.   Ve znění pozdějších předpisů. Dostupné online.
- Nařízení vlády  č. 1/2000 Sb., O přepravním řádu pro veřejnou drážní nákladní dopravu. In: Sbírka zákonů. 2000. Dostupné online.   Ve znění pozdějších předpisů. Dostupné online.
- Nařízení vlády  č. 42/2003 Sb., technické požadavky na přepravitelná tlaková zařízení. In: Sbírka zákonů. 2003. Dostupné online.   Ve znění pozdějších předpisů. Dostupné online.
- Vyhláška Ministerstva vnitra  č. 246/2001 Sb., o požární prevenci. In: Sbírka zákonů. 2001. Dostupné online.   § 9. Ve znění pozdějších předpisů. Dostupné online.

#### Normy
- ČSN 07 8305. Kovové tlakové nádoby k dopravě plynu. Technická pravidla. Praha : ÚNMZ, 1977-12-01. detail.

- ČSN ISO 4705. Znovuplnitelné ocelové bezešvé láhve na plyny. Praha : ÚNMZ, 1997-12-01. detail.

- ČSN ISO 4706. Znovuplnitelné ocelové svařované láhve na plyny. Praha : ÚNMZ, 1997-12-01. detail.

- ČSN EN 1089-3. Lahve na přepravu plynů - Označování lahví (kromě lahví na LPG) - Část 3: Barevné značení. Praha : ÚNMZ, 2004-12-01. detail.

- ČSN EN ISO 13769. Lahve na plyny - Značení ražením. Praha : ÚNMZ, 2009-11-01. detail.

- ČSN EN 1968. Lahve na přepravu plynů - Periodická kontrola a zkoušení bezešvých ocelových lahví. Praha : ÚNMZ, 2002-10-01. detail.